# Ugo (serie televisiva)
Ugo è una sitcom italiana andata in onda dal 2002 al 2003 su Canale 5, con protagonisti Marco Columbro e Barbara D'Urso.
La sit-com è stata girata nel 2001, poco prima del grave malore che colpì Marco Columbro.

## Trama
L'entomologo Ugo Fòrmica si trasferisce con sua moglie Veronica e la figlia di lei Valentina in un nuovo appartamento nella casa della suocera, Wilma.
Nella grande casa abitano anche la sorella di Veronica, Ketty, con la dispettosa e simpatica figlia Erika. Visitatori abituali sono la madre di Ugo Italia ed il migliore amico di Ugo, il divertente vigile urbano dall'accento romano Pasquale. Gli episodi sono un susseguirsi di imprevisti familiari, resi divertenti dalla comicità di Marco Columbro.

## Episodi
| Stagione       | Episodi | Prima TV Italia |
| -------------- | ------- | --------------- |
| Prima stagione | 20      | 2002-2003       |

## Distribuzione
La fiction è composta da venti episodi, diciotto dei quali trasmessi originariamente su Canale 5, dal 22 settembre 2002 al 26 gennaio 2003, durante l'intervallo di Buona Domenica. A differenza degli altri, gli ultimi due episodi non sono stati trasmessi in prima visione durante l'intervallo di Buona Domenica, bensì sabato 7 e sabato 14 giugno 2003 su Canale 5. La serie è stata successivamente replicata su Iris e Mediaset Extra.

## Personaggi e interpreti

### Personaggi principali
- Ugo Fòrmica (stagione 1), interpretato da Marco Columbro.
- Veronica (stagione 1), interpretata da Barbara D'Urso.
- Valentina (stagione 1), interpretata da Marina Rocco.
- Wilma (stagione 1), interpretata da Antonella Steni.
- Ketty (stagione 1), interpretata da Veronika Logan.
- Erika (stagione 1), interpretata da Veronica Zanchi.
- Italia (stagione 1), interpretata da Claudia Lawrence.
- Pasquale (stagione 1), interpretato da Stefano Masciarelli.

### Personaggi secondari
- Checco Pavone (episodio La grande occasione), interpretato da Paco Carlotto. Un documentarista.
- Maestro Gigi (episodio La prima volta), interpretato da Riccardo Peroni.
- Venditrice (episodi Sodo sodo, Beati leoni e Il silenzio degli agnelli), interpretata da Barbara Pieruccetti.
- Clelia (episodio Vecchie amiche), interpretata da Cinzia Carrea. Una vecchia amica di Veronica.
- Ciccio (episodio L'amico americano), interpretato da Gianni Fantoni. Un uomo innamorato di Ketty.
- Dottor Silvano Piccone (episodio Marito in prestito), interpretato da Sergio Ciulli.
- Bambino, interpretato da Jacopo Bramani.
- Alessio (episodio Il mammo), interpretato da Claudio Colombo. Un amico di Ketty.
- Walter (episodio Bugie pericolose), interpretato da Francesco Paolo Cosenza. L'agente di Ugo.
- Roby (episodio Bugie pericolose), interpretata da Milena Salvemini.
- Amalia (episodio Lucciole per lanterne), intepretata da Ana Laura Ribas. Una prostituta lusitana.
- Sindaco (episodio Luna di miele in tre), interpretata da Pietro Ghislandi.
- Danzatrici del ventre (episodio Luna di miele in tre), interpretate da Valentina Calabrò e Giorgia Colombo.